# Khon Thai
Khon (tiếng Thái: โขน, phát âm [kʰǒːn]) là một thể loại kịch múa của Thái Lan. Kế thừa văn hóa bản địa của người Khmer vốn ảnh hưởng nặng nề của Ấn Độ, sử thi Ramayana đã được du nhập vào cộng đồng người Thái Lan và trở thành loại kịch múa truyền thống.Khon bắt đầu phát triển mạnh mẽ khi Vương quốc Ayutthaya ra đời.
Theo truyền thống, nó chỉ được biểu diễn trong cung đình bởi những người đàn ông đeo mặt nạ đi cùng với những người kể chuyện và một dàn nhạc piphat truyền thống. Một biến thể của thể loại này với các nữ khon phu ying (โขนผู้หญิง).

## Lịch sử
Khon là điệu múa truyền thống của Thái Lan kết hợp nhiều nghệ thuật được đề cập trong cuốn sách văn học Thái Lan Lilit Phra Lo (khoảng năm 1529) được viết trước thời đại của vua Narai Maharaj.
Bằng chứng lịch sử cho thấy nghệ thuật sân khấu của Thái Lan hẳn đã rất phát triển vào thế kỷ 17. Năm 1687, Louis XIV của Pháp đã cử một nhà ngoại giao Simon de la Loubère để ghi lại tất cả những gì ông đã thấy ở Vương quốc Xiêm. Trong lời kể nổi tiếng của mình Du Royaume de Siam, La Loubère đã cẩn thận quan sát nhà hát cổ điển thế kỷ 17 của Xiêm, bao gồm một cảnh chiến đấu hoành tráng từ buổi biểu diễn của Khon, và ghi lại rất chi tiết những gì ông đã thấy:
Người Xiêm có ba loại biểu diễn Sân khấu: Cái mà họ gọi là Nón [khôn] là điệu múa hình, với âm thanh của vĩ cầm và một số nhạc cụ khác. Các vũ công được đeo mặt nạ và trang bị vũ khí, và đại diện cho một cuộc chiến hơn là một điệu nhảy. Và mặc dù mọi người đều có những chuyển động cao, và những tư thế ngông cuồng, họ không ngừng xen lẫn một số từ. Hầu hết những chiếc mặt nạ của họ đều gớm ghiếc, và đại diện cho những Quái vật quái dị, hoặc các loại Ác quỷ. The Show mà họ gọi là Lacone là một bài thơ xen lẫn Epic và Dramatic, kéo dài ba ngày, từ tám giờ sáng đến bảy giờ đêm. Chúng là những câu chuyện lịch sử bằng những câu thơ, sự nghiêm túc và được hát bởi một số diễn viên luôn luôn có mặt, và chỉ hát đối đáp.... Rabam là điệu múa đôi nam nữ, không phải là võ thuật, mà là sự dũng cảm... họ có thể biểu diễn nó mà không cần nhiều ràng buộc, bởi vì cách nhảy của họ là một vòng diễu hành đơn giản, rất chậm và không có bất kỳ chuyển động cao nào; nhưng với rất nhiều cử động chậm của cơ thể và cánh tay.

Về trang phục của các vũ công Khon, La Loubère đã ghi lại rằng, "Vòi múa ở Rabam và Nón, có những chiếc mũ bằng giấy mạ vàng, cao và nhọn, giống như những chiếc mũ lễ phục của nhà vua, nhưng lại rủ xuống ở hai bên. bên dưới tai của họ, được trang trí bằng đá giả và có hai mặt dây chuyền bằng gỗ mạ vàng."
Nguồn gốc của nó không được biết chính xác, nhưng có bốn khả năng. Đầu tiên, "Khon" trong tiếng Benguela Kalinin xuất hiện trong từ "kora" hoặc "Khon" là tên một loại nhạc cụ làm bằng da của người Hindi. Bề ngoài và hình dạng của nó tương tự như trống. Nó đã được phổ biến và được sử dụng cho các buổi biểu diễn truyền thống địa phương. Người ta cho rằng kora là một trong những nhạc cụ được sử dụng trong các buổi biểu diễn Khon. Bằng tiếng Tamil "Khon" bắt nguồn từ từ "koll" gần nghĩa với "goll" hoặc "golumn" trong tiếng Tamil. Những từ Tamil này liên quan đến việc ăn mặc hoặc trang trí cơ thể từ đầu đến chân như trong việc sử dụng trang phục của người Khon. "Khon" ở Iran có nguồn gốc từ các từ "zurat khan" có nghĩa là 'búp bê bằng tay' hoặc 'con rối', được sử dụng trong các buổi biểu diễn địa phương. Các bài hát của nó tương tự như Khon hiện tại.

## Nhân vật
Vai trò của Khon được quy định bởi truyền thống lâu đời. Các nhân vật chính là anh hùng, nữ anh hùng, yêu tinh và khỉ. Những con khỉ là một số vai trò quan trọng nhất trong Khon. Nhân vật khỉ nổi tiếng nhất trong truyện là chiến binh khỉ Hanuman.
Khon hiện đại chứa đựng nhiều yếu tố từ lakhon nai và ngày nay, bao gồm các nghệ sĩ nữ đóng vai các nhân vật nữ, trước đây do nam giới biểu diễn.:67 Trong khi các nhân vật yêu tinh và khỉ đeo mặt nạ, hầu hết các nhân vật con người thì không.:66

## Biểu diễn
Cũng giống như Lakhol Khol của Khmer vũ kịch Khon dựa trên những câu chuyện của sử thi Ramakien (bản chuyển thể từ sử thi tiếng Hindi của Ấn Độ Ramayana), vì cả trong văn học, nghê thuật và thậm chí là phim truyền hình Thái Lan đều lấy cảm hứng lớn từ nghệ thuật và truyền thuyết Ấn Độ. Khon Ramakien ban đầu chỉ có thể được biểu diễn bởi nam giới. Phụ nữ chỉ biểu diễn như thiên thần và nữ thần. Ngày nay phụ nữ biểu diễn như khỉ và quỷ. Trước đây, Khôn chỉ được biểu diễn phục vụ cho hoàng gia, với các con trai của vua biểu diễn như khỉ và quỷ. Thai Khon nhấn mạnh đến các bước nhảy thực tế, đặc biệt là nhân vật khỉ, tập trung vào vẻ đẹp và các tư thế nhảy đẹp như khỉ. Việc huấn luyện các nghệ sĩ Khon được bắt đầu từ khi còn rất nhỏ, để người biểu diễn có thể trở nên đủ linh hoạt để thực hiện các động tác lộn ngược, đặc biệt là với nhân vật Vanara (cư dân trong rừng hoặc khỉ).

## Hình ảnh

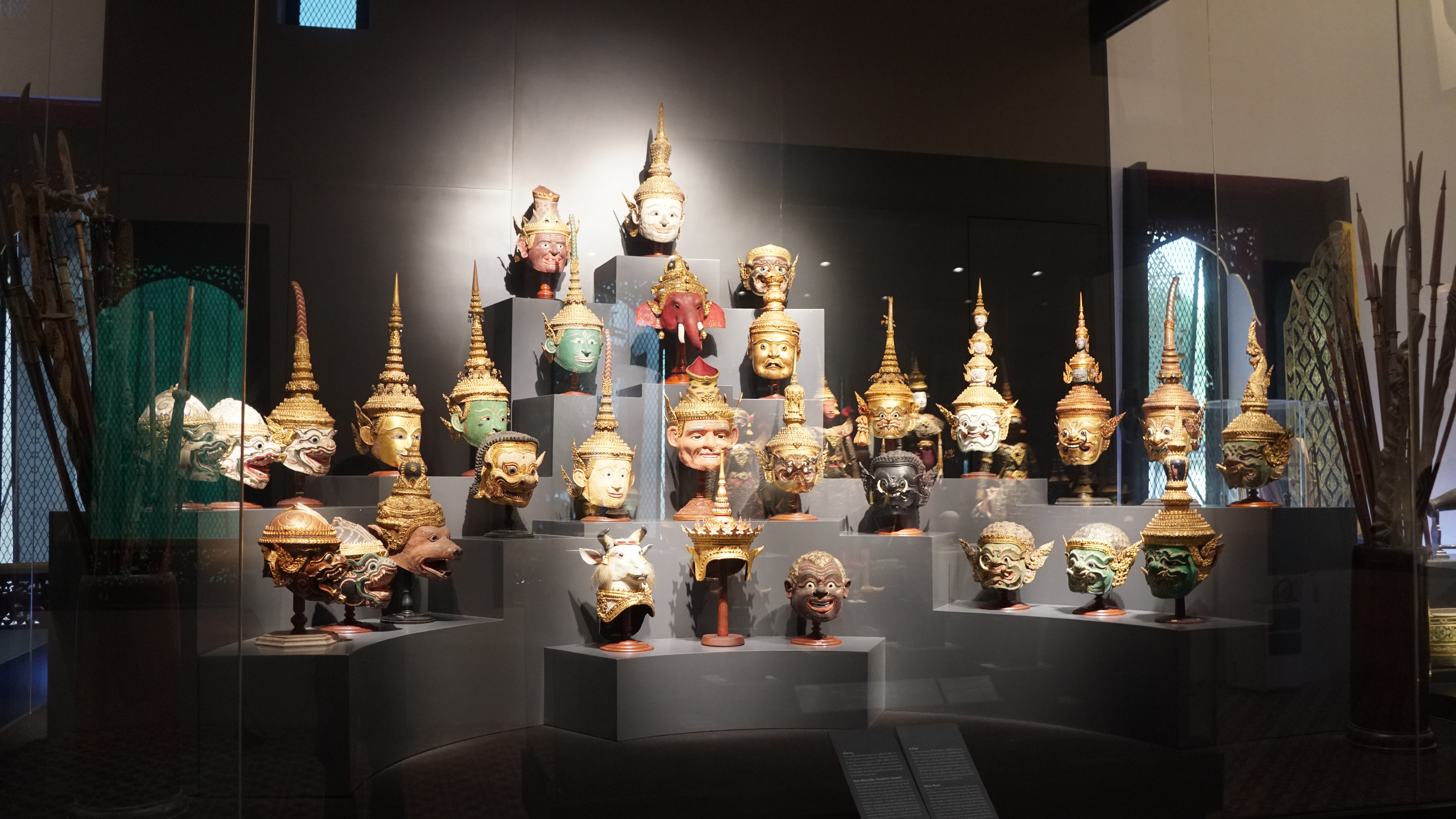
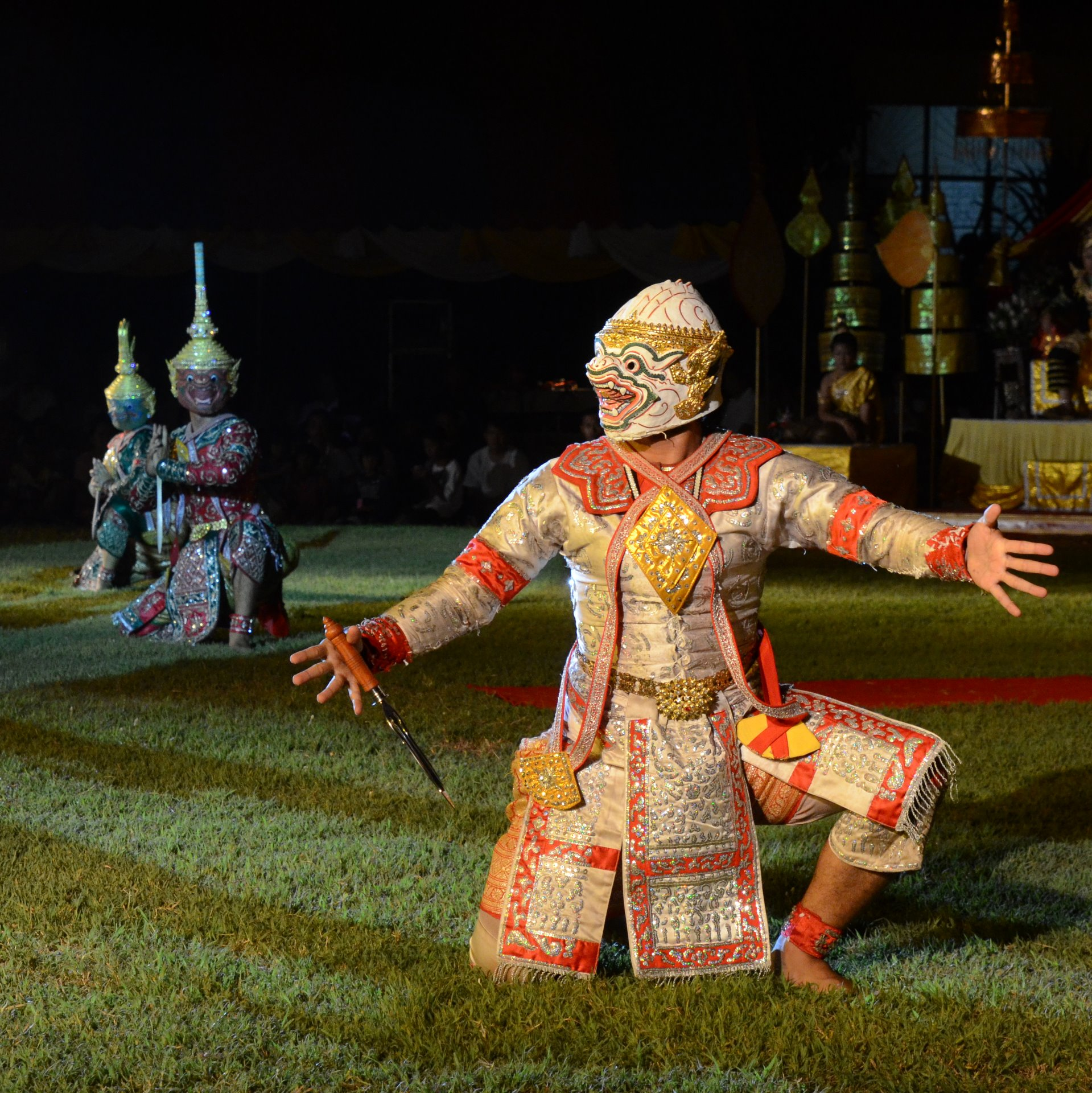
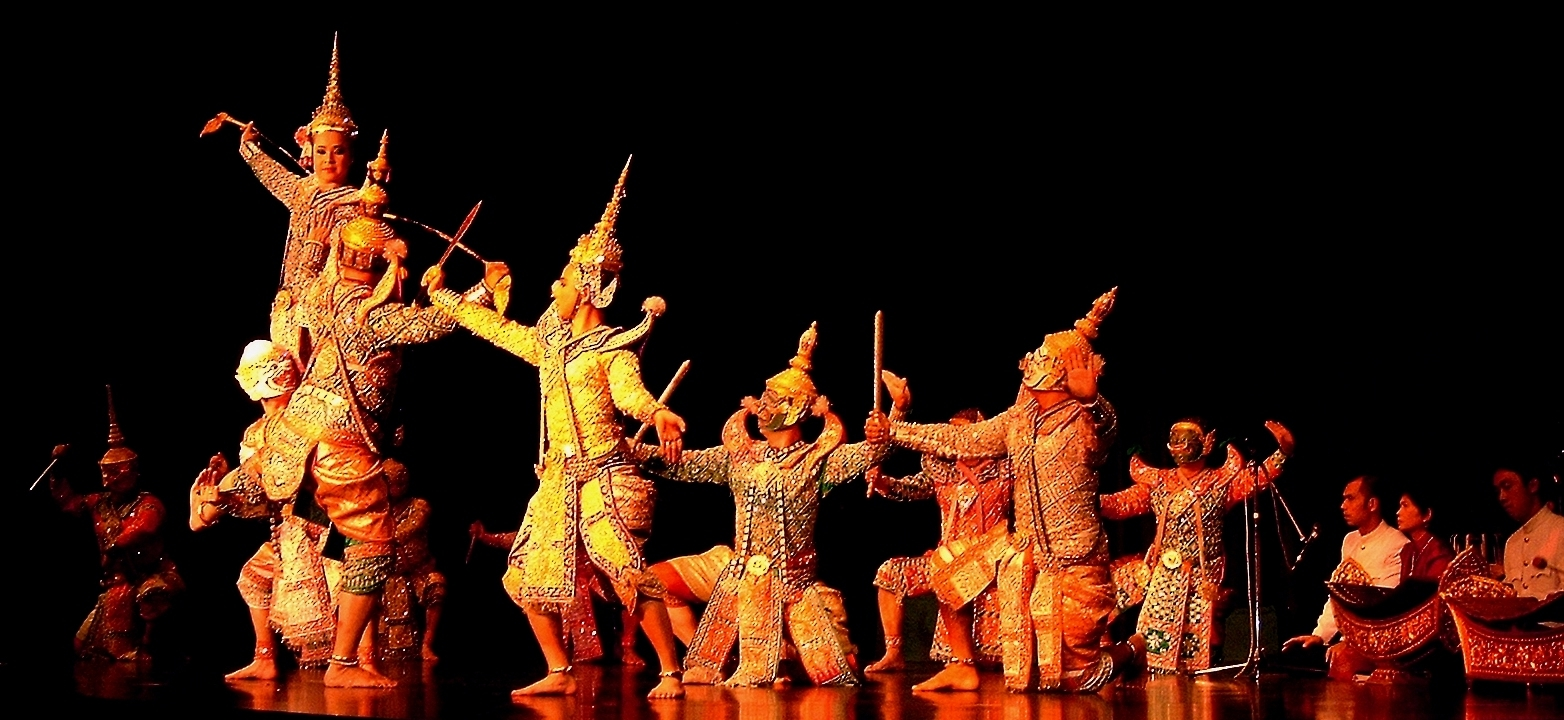
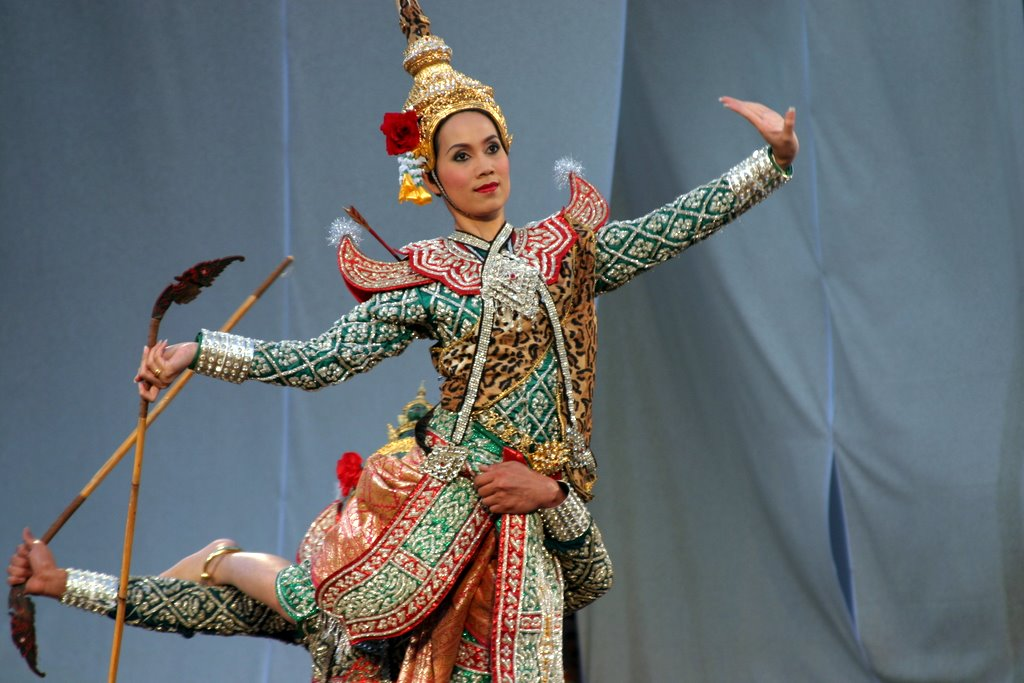
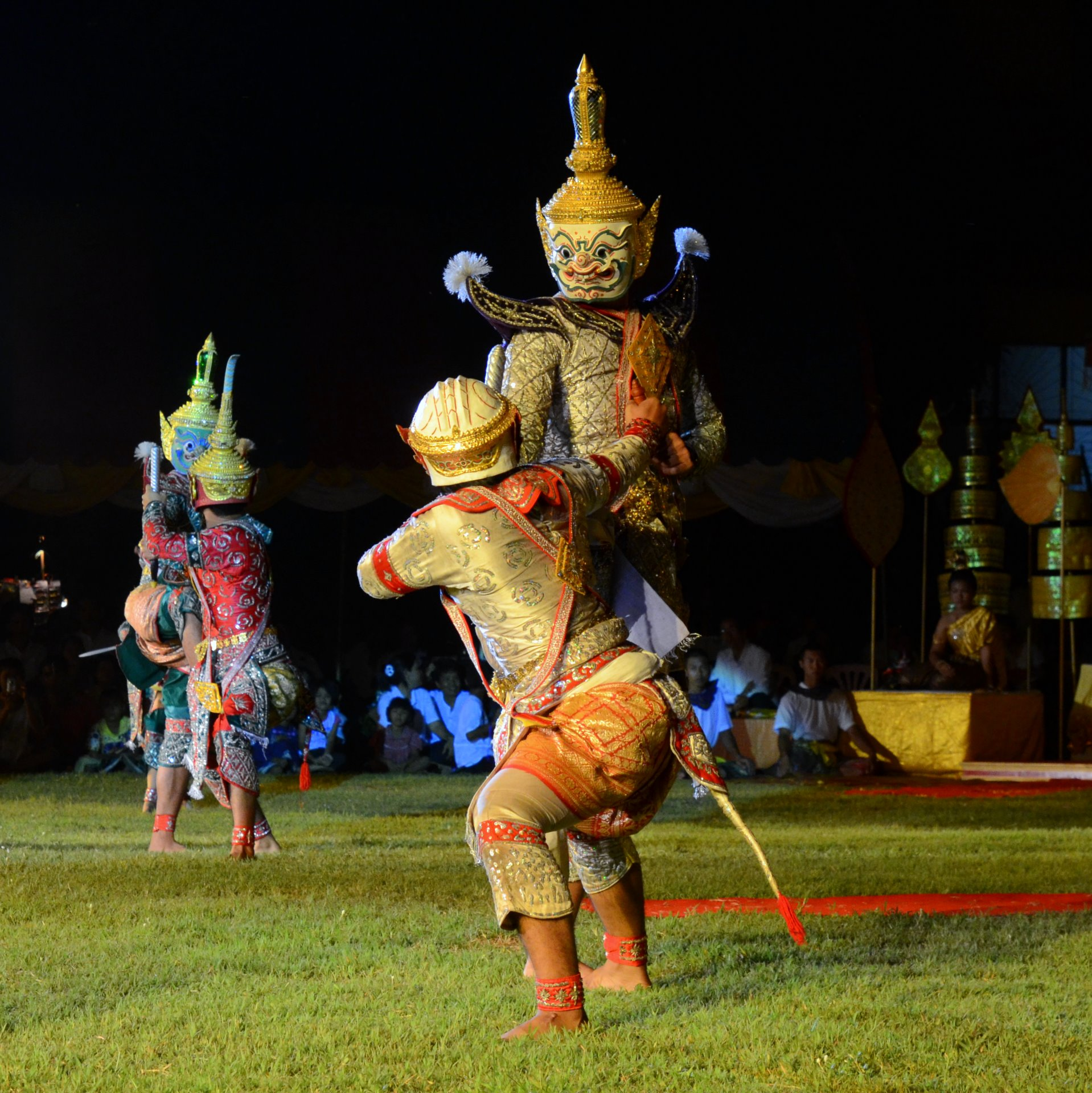
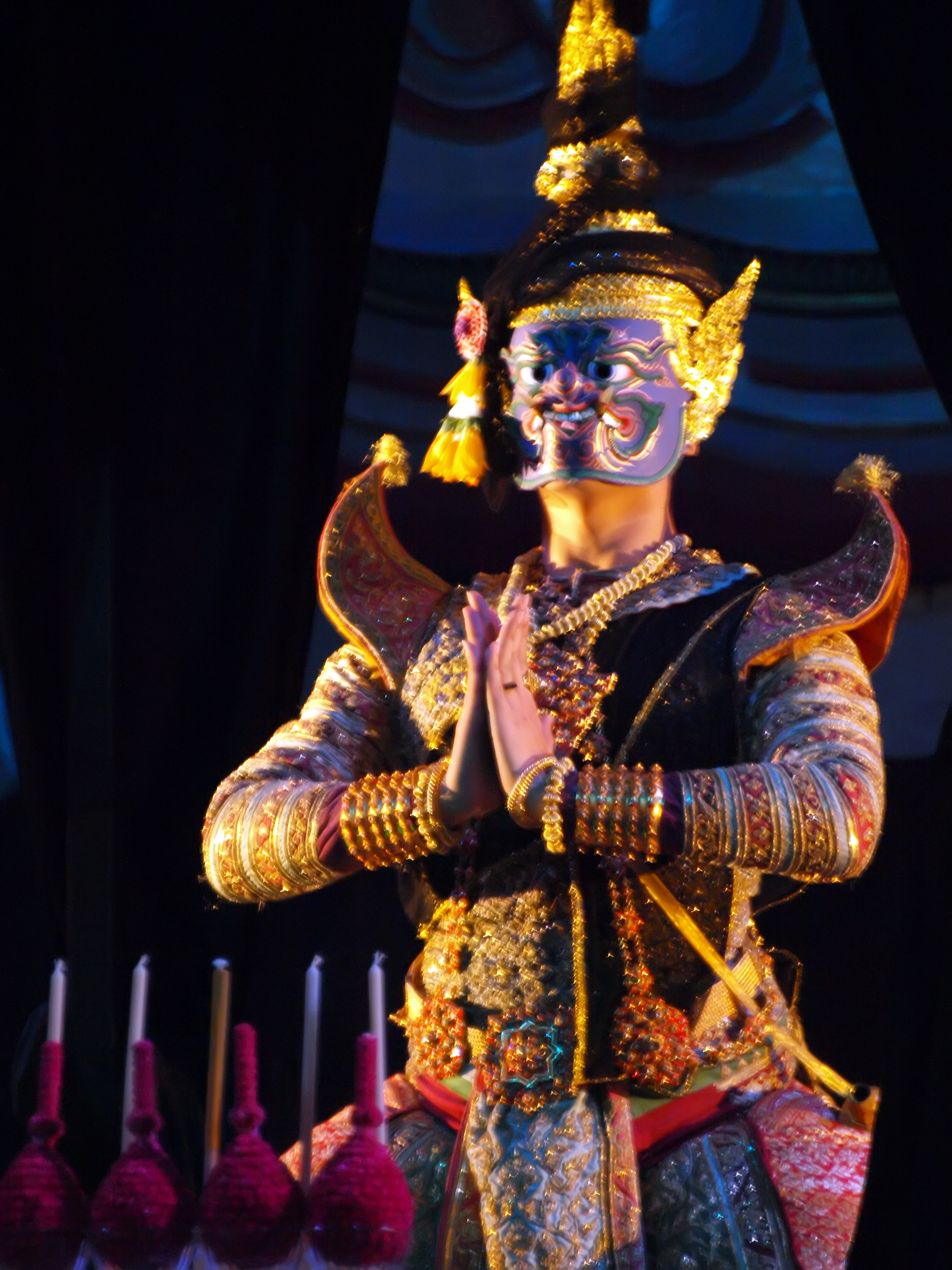
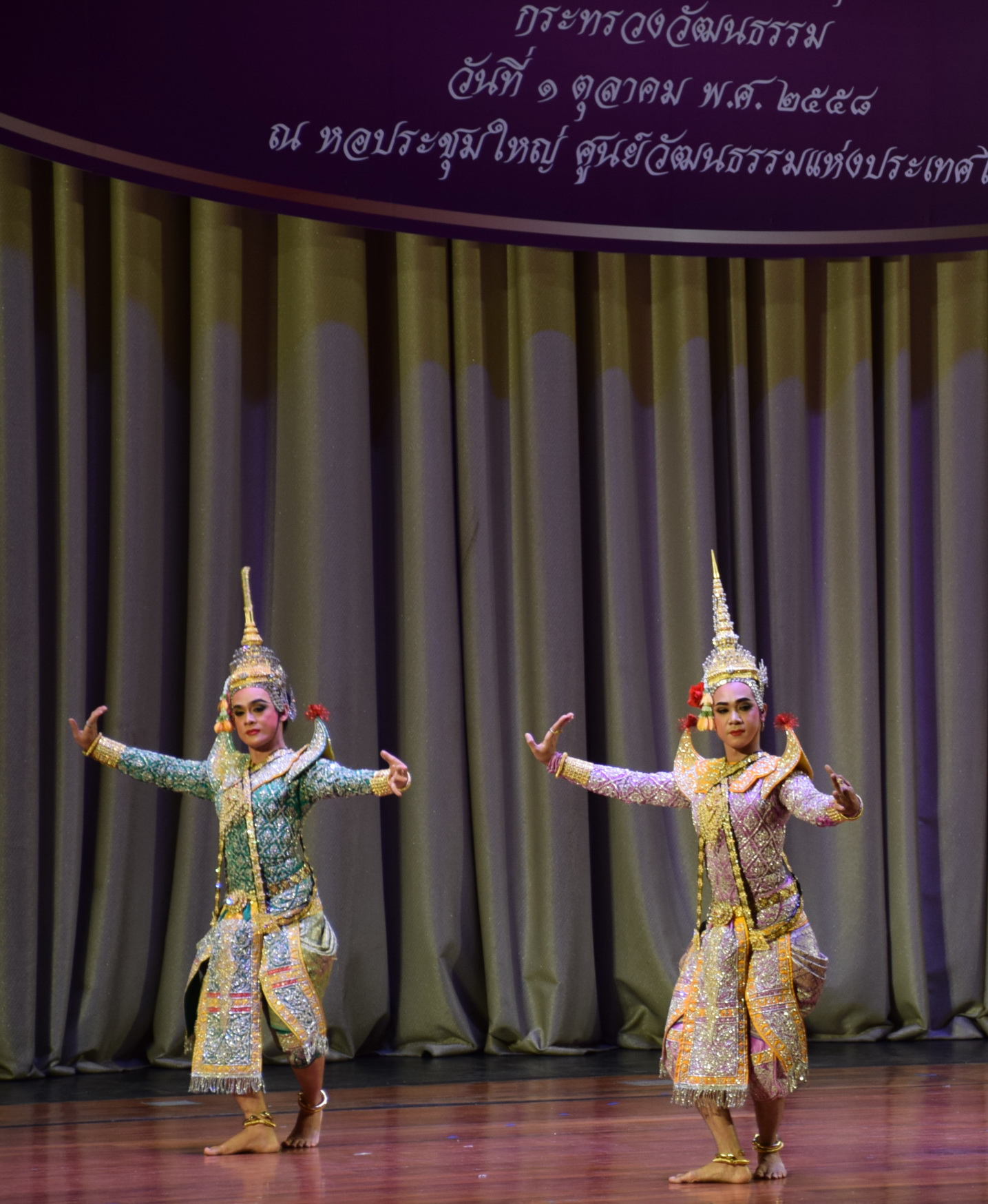
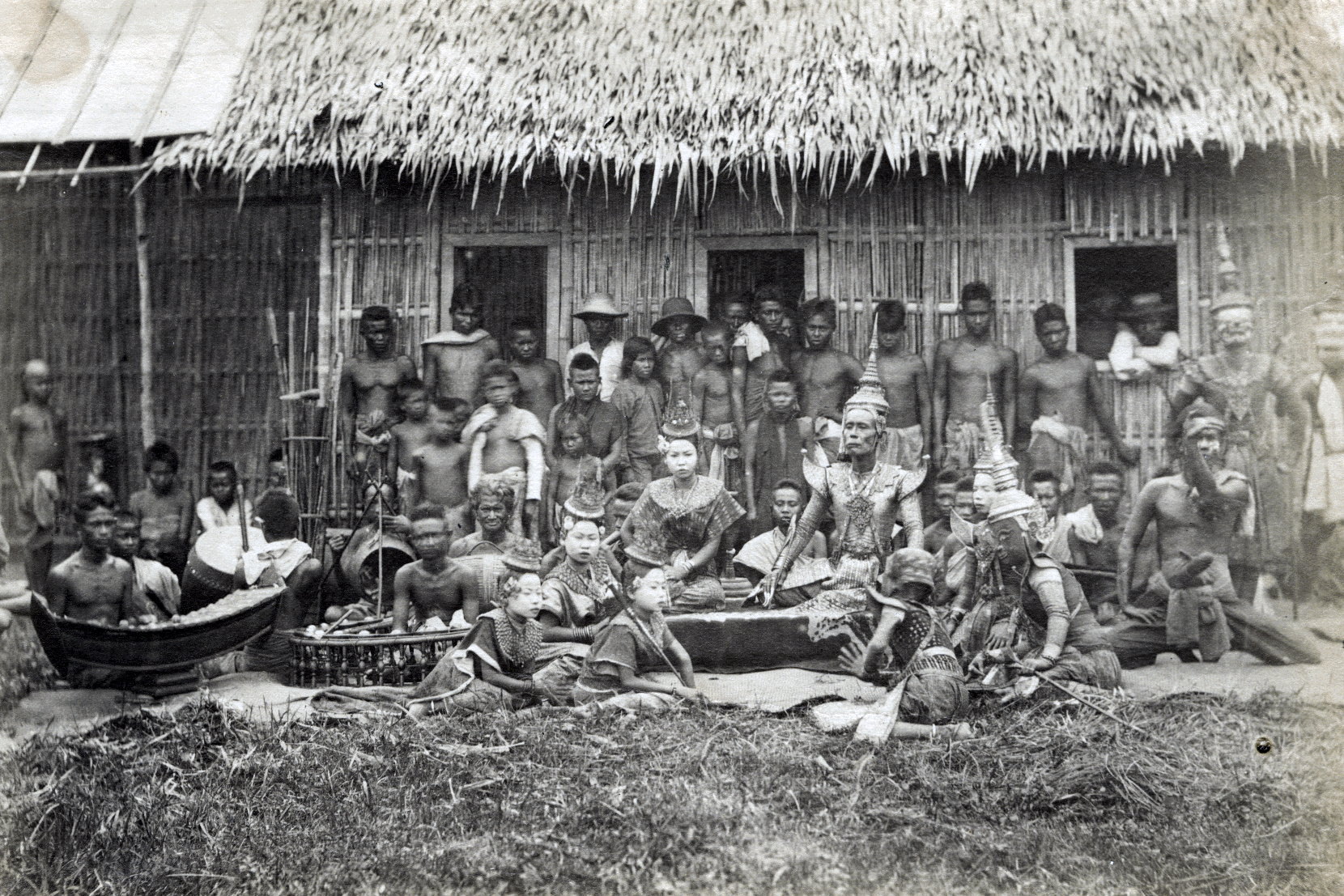
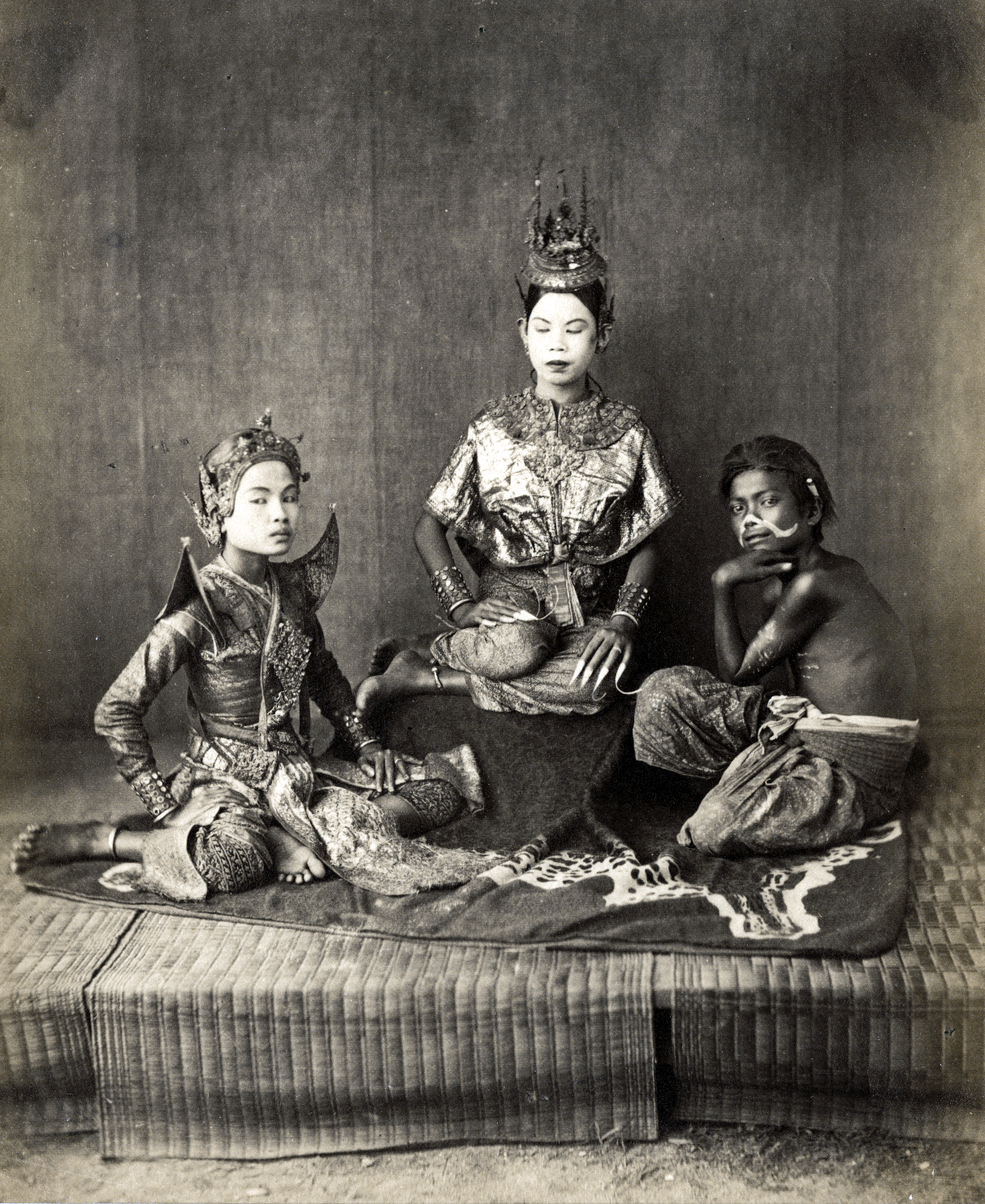
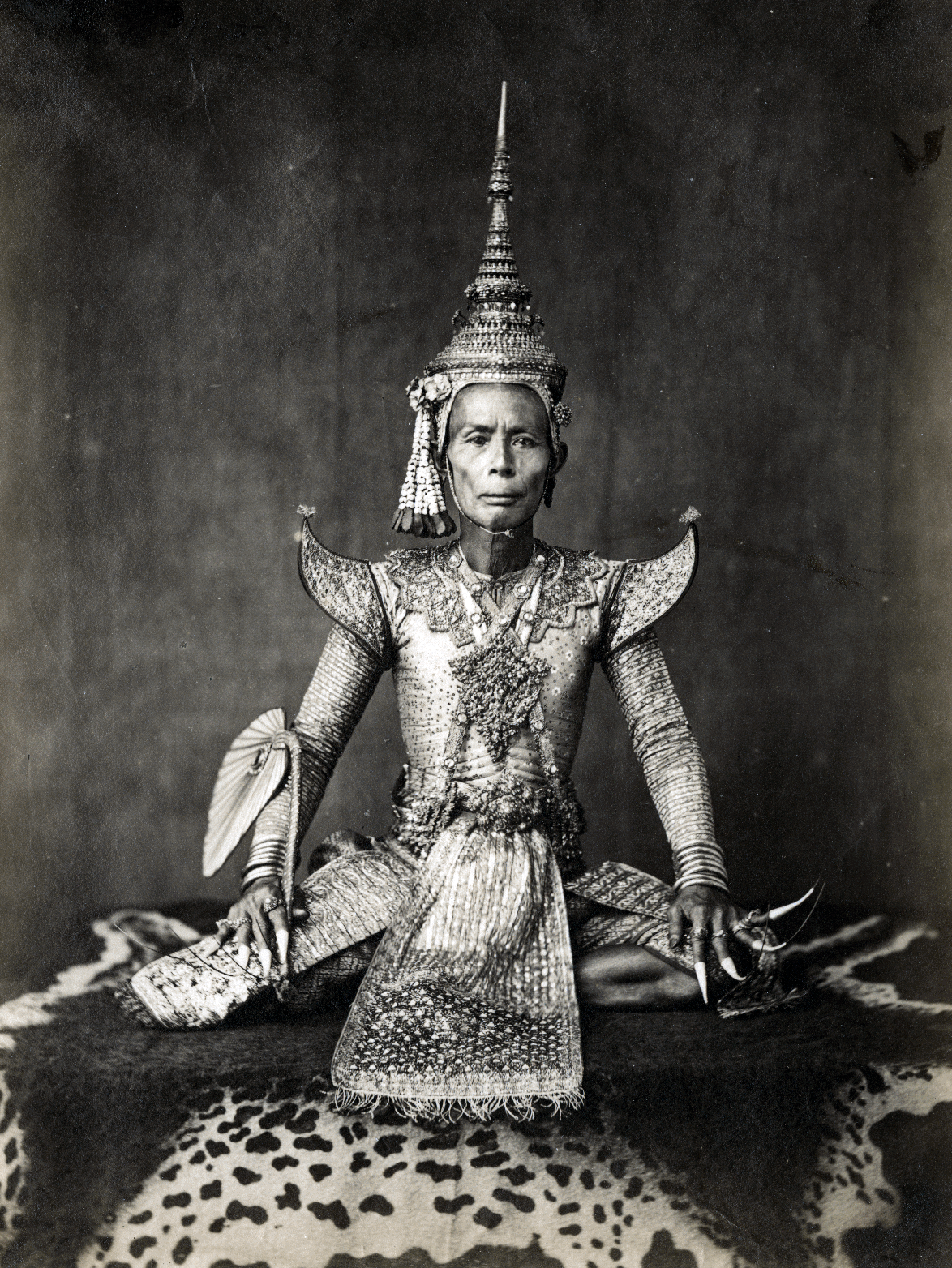
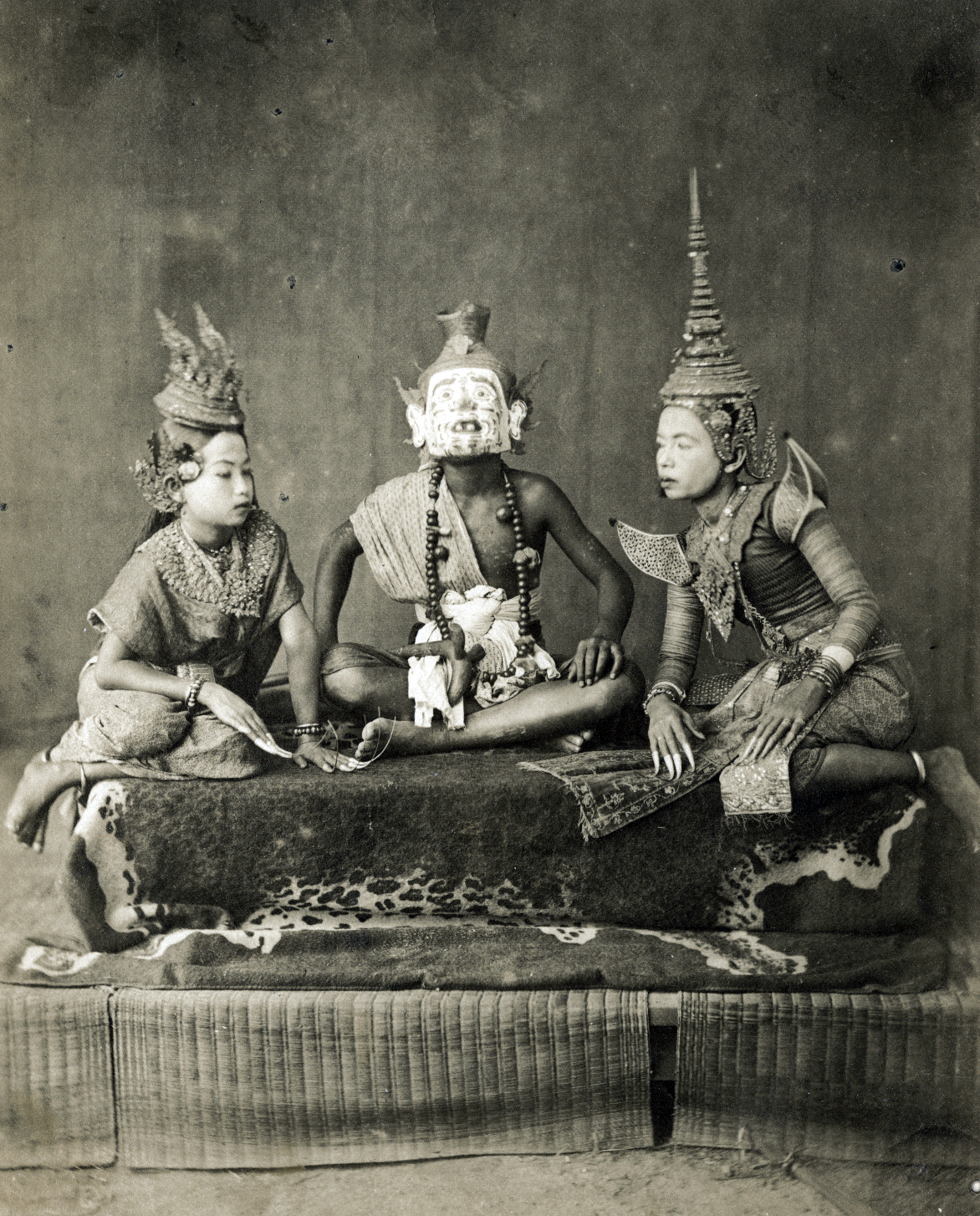